# Normaalkracht

Het rustgewicht van een object is. De normaalkracht die door het object bij een hellend vlak ontwikkeld wordt is aangegeven met.

Een normaalkracht is de kracht loodrecht op een oppervlak die het binnendringen van een voorwerp tegenwerkt.
Bij een voorwerp zonder versnelling (stilliggend of met constante snelheid) op een vlakke horizontale ondergrond is de totale kracht op zowel het voorwerp als het oppervlak nul. De normaalkracht en het gewicht uitgeoefend op het voorwerp zijn even groot, maar ze zijn tegengesteld aan elkaar. Daarom heffen ze elkaar op en verandert het voorwerp niet van snelheid. Een stilliggend voorwerp blijft dus stil liggen. Deze situatie waarin het voorwerp en het oppervlak tegen elkaar aan duwen gaat samen met een mechanische spanning in beide en met het indrukken van beide. Bij een zwaar voorwerp op een rubberen ondergrond is dit bij het rubber te zien. Het gebeurt echter ook bij een licht voorwerp op een hard oppervlak, alleen valt het daar niet op omdat de indrukking dan over een zeer kleine afstand gebeurt. De mechanische spanning in het voorwerp neemt naar onderen toe omdat niet alleen de zwaartekracht van het bovenste deel naar onder wordt doorgegeven, maar er ook de spanning door de zwaartekracht op het onderste deel bijkomt. Als het voorwerp op een tafel ligt wordt de door de vloer uitgeoefende normaalkracht die voorkomt dat de tafel door de vloer gaat ook vergroot met het gewicht van het voorwerp.

## Helling
Bij een voorwerp op een helling (zie figuur) is er een normaalkracht {\displaystyle N} loodrecht op het hellend vlak. Deze normaalkracht {\displaystyle N} is een reactiekracht van de helling, en is in tegengestelde richting met de loodrechte component {\displaystyle mg\cos(\theta )} van de zwaartekracht. De andere component van de zwaartekracht, {\displaystyle m\,g}, is de component parallel aan de helling met grootte {\displaystyle mg\sin(\theta )}, en deze wordt in geval van een voorwerp in rust opgeheven door de wrijvingskracht {\displaystyle f}.

## Aangrijping
Op aarde trekt de zwaartekracht een object in zijn geheel naar het massamiddelpunt van de aarde. Andere krachten, zoals de normaalkracht, hebben vaak een bepaald aangrijpings- of contactpunt. In de praktijk is dit meestal niet een puntcontact maar een oppervlak tussen twee objecten, zoals bij een voorwerp op een platform.